# Хенријета Катарина од Жојеза
Хенријета Катарина од Жоајеза или Анрјет Катрин де Жоајез (8. јануар 1585 — 25. фебруар 1656) била је француска принцеза, грофица и војвоткиња. Родитељи су јој били Хенри од Жоајеза и Катарина од Ногара. Први супруг био јој је Хенри Бурбонски од Монпенсја (од 15. маја 1597), а следећи Шарл од Гиза (од 6. јануара 1611).